# 아리엘 슐만
아리엘 슐만(Ariel Schulman, 본명: Marek Ariel Schulman, 1981년 10월 2일 ~ )은 미국의 영화 제작자이자 배우이다. 2010년 다큐멘터리 캣피시의 제작과 감독을 맡았고, 이후 파라노말 액티비티 3, 파라노말 액티비티 4, 너브 (영화), 프로젝트 파워를 헨리 유스트와 함께 감독했다.

## 참여 작품

### 영화
- 파라노말 액티비티 3
- 파라노말 액티비티 4
- 너브 (영화)
- 프로젝트 파워